# La regina dei dannati (film)
La regina dei dannati (Queen of the Damned) è un film del 2002 diretto da Michael Rymer, tratto dall'omonimo romanzo di Anne Rice (con alcune parti tratte da Scelti dalle tenebre, della stessa autrice).

## Trama
Il suono di un gruppo hard rock risveglia da un lungo sonno il vampiro Lestat de Lioncourt, che diventa il loro cantante principale. Ottenendo il successo internazionale con l'ensemble, che chiama The Vampire Lestat, e dopo aver rivelato l'esistenza dei vampiri, provoca i suoi simili durante un'intervista per pubblicizzare il suo primo e unico concerto dal vivo. Jesse Reeves, studiosa di leggende e occultismo, è incuriosita dai suoi testi dopo aver sentito una delle sue canzoni suonare in TV e racconta agli altri membri la sua teoria secondo cui lui è davvero un vampiro. Il suo mentore, David Talbot , le spiega che conoscono già la sua identità e dona il diario di Lestat che ha recuperato in modo che Jesse possa leggerlo, ma la mette in guardia dal perseguire Lestat. Nel diario, Lestat ricorda che nell'inverno del 1788 fu portato su un'isola del Mediterraneo e vampirizzato da Marius de Romanus, un tempo pittore di talento, e il suo violino risvegliò Akasha, madre egizia di tutti i vampiri. Sempre più incuriosito, Jesse rintraccia Lestat in un club di vampiri londinese chiamato The Admiral's Arms, dove la salva da tre vampiri e la affronta riguardo a Marius.
Visitando Lestat a Los Angeles, Marius lo avverte che gli altri vampiri non tollereranno il suo appariscente profilo pubblico; rivela che la musica di Lestat ha risvegliato Akasha e lo implora senza successo di annullare il suo concerto. Nel frattempo, Akasha arriva alla congrega alla ricerca di Lestat. Dopo che i vampiri rivelano il loro piano per ucciderlo al suo concerto, lei dà fuoco al club e uccide tutti i vampiri all'interno. Arrivando a Los Angeles, Jesse restituisce a Lestat il suo diario e gli chiede di mostrarle cosa vuol dire essere un vampiro. Lui si fa beffe dell'idea, ma lei lo convince a passare del tempo con lei. Successivamente gli chiede se può convertirla, esprimendo il suo desiderio di stare con lui e sapere tutto quello che fa. Lui rifiuta con rabbia, dimostrando come è un vampiro preda del sangue umano prima di chiederle se vuole veramente diventarlo.
Lestat viene attaccato da un gruppo di vampiri al suo concerto nella Valle della Morte, e Marius lo aiuta a sconfiggere la maggior parte di loro finché Akasha non arriva e porta prontamente Lestat con sé a casa sua su un'isola resort. Durante il loro periodo di rapporti sessuali, lui ne diventa affascinato e sottomesso. Jesse si risveglia nella casa in cui viveva da bambina, in soggezione alla vista di sua zia, Maharet , che in seguito si rivela come un membro degli Antichi Vampiri. Temendo i piani di Akasha per il dominio del mondo, gli Antichi Vampiri decidono di distruggerla prosciugandole il sangue. Tuttavia, credono che chi beve la sua ultima goccia non sopravviverà.
Akasha affronta gli Antichi Vampiri e interrompe il loro incontro, con Lestat, potenziato dal suo sangue, che la accompagna. Quando si rifiutano di schierarsi con lei, Akasha gli ordina di uccidere Jesse, vedendola sia come un nemico perché discendente di Maharet che come cibo, con Akasha che pianifica di fare di lei un esempio per dissuadere la disobbedienza. Apparentemente obbedisce, ma dopo aver bevuto il sangue di Jesse, riprende i sensi e viene liberato dal controllo di Akasha. Richiede la sua "corona", e mentre Akasha gli offre apertamente il suo braccio per nutrirsi, poi si rivolta contro di lei e, aiutato dagli Antichi, inizia a prosciugarle il sangue, diminuendo il suo potere; si reca da Jesse e, cullandola tra le braccia, le dona il suo sangue mentre Maharet, che ha effettivamente ucciso Akasha bevendo la sua ultima goccia di sangue, si trasforma in una statua di marmo e "dorme", diventando la nuova Regina dei Dannati.
Ora un vampiro, Jesse fa visita a David, accompagnata da Lestat, e restituisce il diario. Quando David le chiede nervosamente della vita nel suo stato attuale, Jesse si offre di vampirizzarlo, ma lui rifiuta a causa della sua età. Jesse poi saluta David e va ad abbracciarlo, ma lui rifiuta timorosamente l'abbraccio; Percependo la sua esitazione, Jesse sembra ferita ma annuisce in segno di comprensione e se ne va con Lestat. Marius quindi entra nell'ufficio di David, ben consapevole che David è ossessionato da lui per molti anni, e lo saluta educatamente. Lestat e Jesse camminano mano nella mano, tra i mortali, nella notte.

## Colonna sonora
La colonna sonora è stata scritta in buona parte dal cantante Jonathan Davis dei Korn, che ha doppiato il protagonista nelle parti canore e che appare anche in un cameo nei panni del bagarino che offre i biglietti a Jesse. Apprezzata anche come opera a sé stante, che vede insieme una quindicina di artisti tra i quali Chester Bennington, Static-X, Disturbed, Marilyn Manson e Papa Roach.

## Distribuzione

### Data di uscita
La prima rappresentazione ufficiale fu quella all'Hollywood Black Film Festival il 10 febbraio 2002.
- Canada: 22 febbraio 2002
- Stati Uniti: 22 febbraio 2002
- Italia: 3 maggio 2002

In Italia il film è stato vietato ai minori di 18 anni.

## Critica
Il Farinotti parla di «un film prevedibile con una trama già vista tante altre volte in precedenza». Il Morandini lo descrive così: «Pagliacciata immonda, scritta male e diretta peggio, che cerca di far la spola tra l'horror e la sua parodia, fallendo su entrambi i versanti», dando come voto 1 su 5.